# Bulbophyllum peyrotii
Bulbophyllum peyrotii là một loài phong lan thuộc chi Bulbophyllum.